# Grzegorz Ciechowski
Grzegorz Zbigniew Ciechowski (29. srpna 1957 – 22. prosince 2001) byl polský hudebník a hudební skladatel. V osmdesátých letech byl členem rockové hudební skupiny Republika. Po jejím rozpadu v roce 1986 založil vlastní kapelu nazvanou Obywatel GC, která svou činnost ukončila v roce 1992 (Ciechowski následně působil v obnovené skupině Republika). Rovněž psal písně pro jiné interprety (například Justyna Steczkowska a Kasia Kowalska) a věnoval se skládání hudby k filmům. Dále například produkoval album německé zpěvačky Mony Mur. Čtyřiadvacetkrát byl nominován na hudební cenu Fryderyk, přičemž jedenáctkrát ji získal. Ciechowski zemřel na infarkt po operaci srdečního aneurysmatu.